# Bootstrap
Bootstrap — це безкоштовний набір інструментів з відкритим кодом, призначений для створення вебсайтів та вебзастосунків, який містить шаблони CSS та HTML для типографіки, форм, кнопок, навігації та інших компонентів інтерфейсу, а також додаткові розширення JavaScript. Він спрощує розробку динамічних вебсайтів і вебзастосунків.
Bootstrap — це клієнтський фреймворк, тобто інтерфейс для користувача, на відміну від коду серверної сторони, який знаходиться на сервері. Репозиторій із цим фреймворком є одним із найпопулярніших на GitHub. Серед інших, його використовують NASA і MSNBC.

## Історія створення
Bootstrap (початкова назва — Twitter Blueprint) був розроблений Марком Отто та Джейкобом Торнтоном як фреймворк для забезпечення однаковості внутрішніх інструментів Twitter. До появи Bootstrap у розробці інтерфейсу застосовувалися різні бібліотеки, що призводило до появи суперечностей та ускладнювало супровід. За словами Марка Отто:
|  | Маленька група розробників, до складу якої входив і я, спроектувала й побудувала новий внутрішній інструмент, що мав потенціал для створення ширшого рішення. За кілька місяців з'явилася початкова версія Bootstrap, яка є засобом для документування та поширення загальних шаблонів і засобів проектування всередині компанії. |

Через кілька місяців до розробки рішення долучилося багато розробників компанії Twitter. Проект було перейменовано з Twitter Blueprint на Bootstrap. Реліз із відкритим сирцевим кодом вийшов 19 серпня 2011 року. Нині проект підтримується групою розробників на чолі з Марком Отто та Джейкобом Торнтоном, а також широкою спільнотою прихильників.

### Bootstrap 4
Упродовж 2015—2016 років розробляється і готується до виходу четверта версія фреймворку з численними оновленнями:
- використано синтаксис Sass замість Less;
- покращено процес верстки макетів, зокрема блочної структури;
- додано підтримка flexbox, компоненту з HTML5;
- прев'ю та панелі замінено компонентом «карти» — це віднині невеликі за форматом елементи з прев'ю зображень, текстових блоків з бордерами;
- всі HTML-резети зібрано в єдиному модулі під назвою «Reboot» (в попередніх версіях цей код зберігався в Normalize.css);
- додано нові можливості з кастомізації шаблонів. Для оновлення стилів за замовчанням досить відредагувати змінну в Sass-файлі і отримати оновлених файл css.
- скасовано підтримку IE8;
- розміри вказано у rem і em замість пікселів, що покращує мобільний вигляд фреймворку;
- оновлено всі плагіни JavaScript;
- оновлено роботу спливних вікон і підказок;
- покращено документацію і пошук сайтом фреймворку.

#### Сумісність коду Bootstrap 3 із Bootstrap 4
Як заявлять розробники, код, написаний на третій версії, буде підтримуватись четвертою.

### Bootstrap 5 Alpha
Bootstrap 5 Alpha був офіційно випущений 16 червня 2020 року.

#### Основні зміни включають
- Відмова від jQuery на користь звичайного JavaScript;
- Переписання сітки на підтримку стовпців, розміщених поза рядками, та реагуючих жолобів;
- Перенесення документації з Jekyll на Hugo;
- Відмова від підтримки IE10 та IE11;
- Переміщення інфраструктури тестування з QUnit на Jasmine;
- Додавання власного набору піктограм SVG;
- Додавання власних властивостей CSS;
- Покращений API;
- Покращена система сіток;
- Покращено налаштування документів;
- Оновлені форми.

Всього було випущено 3 версії Bootstrap Alpha.

### Bootstrap 5 Beta
Bootstrap 5 Beta був офіційно випущений 7 грудня 2020 року — через три тижні після запуску третьої альфа-версії.
Версія 5.2.0 на даний момент є останньою версією пакету.

#### Основні зміни включають
- Підтримка RTL — текстовий дисплей «справа наліво» для, наприклад, арабських мов;
- Перейменовані класи для логічних властивостей;
- Оновлення до Popper.js v2;
- Атрибути даних із простором імен;
- Удосконалення JavaScript та виправлення помилок;
- Покращений API — стану в утилітах.

#### Зміни, що оцінюються
- Система модулів Sass;
- Збільшення використання власних властивостей CSS;
- Вбудовування SVG в HTML замість CSS.

## Технології та можливості
Bootstrap сумісний з останніми версіями браузерів Google Chrome, Firefox, Internet Explorer, Opera і Safari (деякі з цих браузерів підтримуються не на всіх платформах).

## Структура і функції
Bootstrap має модульну структуру і складається переважно з наборів таблиць стилів LESS, які реалізують різні компоненти цього набору інструментів. Розробники можуть самостійно налаштовувати файли Bootstrap, обираючи компоненти для свого проекту.
Основні інструменти Bootstrap:
- Сітки (grid) — наперед задані, готові до використання колонки
- Шаблони (template) — фіксовані чи адаптивні шаблони сторінок
- Типографіка (typography) — опис та визначення класів для шрифтів, таких як шрифти для коду, цитат тощо
- Мультимедіа (media) — засоби управління зображеннями та відео
- Таблиці (table) — засоби оформлення таблиць, які зокрема забезпечують сортування
- Форми (form) — класи для оформлення як форм, так і деяких подій
- Навігація (nav, navbar) — класи для оформлення вкладок, сторінок, меню і панелей навігації
- Сповіщення (alert) — класи для оформлення діалогових вікон, підказок і спливаючих вікон
- Іконочний шрифт (icon font) — набір іконок у вигляді шрифту, складається майже з 500 компонентів.

## Bootstrap.js
Окрім стилів, фреймворк містить також функціональні компоненти, які побудовані на js з використанням jQuery і містять такі плагіни:
- Transitions — плавні зміни, плагін використовується для налаштування останніх компонентів фреймворку.
- Modal — модальні вікна, як спливні, так і вбудовані в сторінку.
- Dropdown — випадні списки, побудовані без тегу select.
- Scrollspy — плагін, що автоматично змінює активний пункт у меню залежно від позиції прокручування сторінки.
- Tab — вкладки, використовується зазвичай для стилізованої навігації.
- Tooltip — спливні підказки, текстові елементи, які з'являються поряд із вказаним об'єктом після наведення курсору.
- Popover — аналог спливних підказок, але з більшими можливостями. У підказку можна додавати заголовок, до того ж блок з'являється після кліку на об'єкті.
- Alert — інформаційні повідомлення, які створюються класом .alert, але з можливістю закриття.
- Button — плагін для керуваннями станами кнопок. Завдяки методам плагіну можна змінювати стан і тип кнопки, а також створювати елементи, які поводяться як checkbox або radio button, але при цьому є звичайними блочними елементами.
- Collapse — згортання блочних елементів.
- Carousel — мультимедійна галерея зображень.
- Affix — плагін, що «приліплює» меню до одного з країв екрану під час прокручування сторінки.